# Ревность (фильм, 1986)
«Ревность» (англ. Heartburn) — американская комедийная драма режиссёра Майка Николса с Мерил Стрип и Джеком Николсоном в главных ролях. Сценарий фильма был написан Норой Эфрон по мотивам её одноимённого романа, в основу которого лёг её брак с журналистом Карлом Бернстином.

## Сюжет
Фильм начинается со свадьбы Кэрол и Тома, на которой Рейчел заметила среди гостей Марка Формана, которого друзья Рейчел охарактеризовали как журналиста-обозревателя и закоренелого холостяка. На приеме после церемонии они знакомятся лично и уходят вдвоем в кафе. Вскоре они вступают в брак, покупают дом в не очень удовлетворительном состоянии и начинают ремонт этого дома. Примерно через год у Рейчел с Марком рождается дочь.
Через несколько лет Рейчел, будучи беременной вторым ребёнком, посещая парикмахерскую, подслушивает диалог двух парикмахерш о неверном муже. Рейчел сразу же отправляется домой и обыскивает ящики рабочего стола мужа. Найдя чеки из мотелей и магазинов, она обвиняет Марка в неверности, собирает вещи и вместе с дочерью уходит в отчий дом. Она возвращается на свою старую работу кулинарного писателя к своему другу и издателю Ричарду, который испытывает к ней неразделённую любовь. Вечером ей видятся галлюцинации, как мужчина из телешоу рассказывает про её жизнь. На групповой терапии у психолога в комнату врывается грабитель (дебютная роль Кевина Спейси) и грабит присутствующих, у Рейчел, в частности, крадёт кольцо — подарок Марка. В этот же день она встречает в городе самого Марка и они решают снова жить вместе. По вечерам при просмотре телевизора её опять преследуют галлюцинации.
Грабителя находят, и кольцо возвращается к Рейчел. Она приходит к ювелиру, чтобы исправить повреждение оправы. Во время работы ювелир упоминает, что Марк покупал здесь ожерелье. Рейчел понимает, что муж опять изменяет ей, и продаёт кольцо. Она вновь уходит от Марка. Фильм заканчивается тем, что Рейчел с двумя детьми сидит в самолёте, направляющемся в Нью-Йорк, где живёт отец Рейчел.

## В ролях
| Актёр              | Роль                      |
| ------------------ | ------------------------- |
| Мерил Стрип        | Рейчел Семстет            |
| Джек Николсон      | Марк Форман               |
| Стокард Чэннинг    | Джули Сигел               |
| Джефф Дэниэлс      | Ричард                    |
| Милош Форман       | Дмитрий                   |
| Кэтрин О'Хара      | Бэтти                     |
| Мэми Гаммер        | Энни                      |
| Джоанна Глисон     | Диана                     |
| Морин Стэплтон     | Вера                      |
| Мерседес Рул       | Ева                       |
| Наташа Лионн       | племянница Рейчел Семстет |
| Кристиан Клименсон | Сидни                     |
| Кевин Спейси       | грабитель                 |